# Sohlener Berge

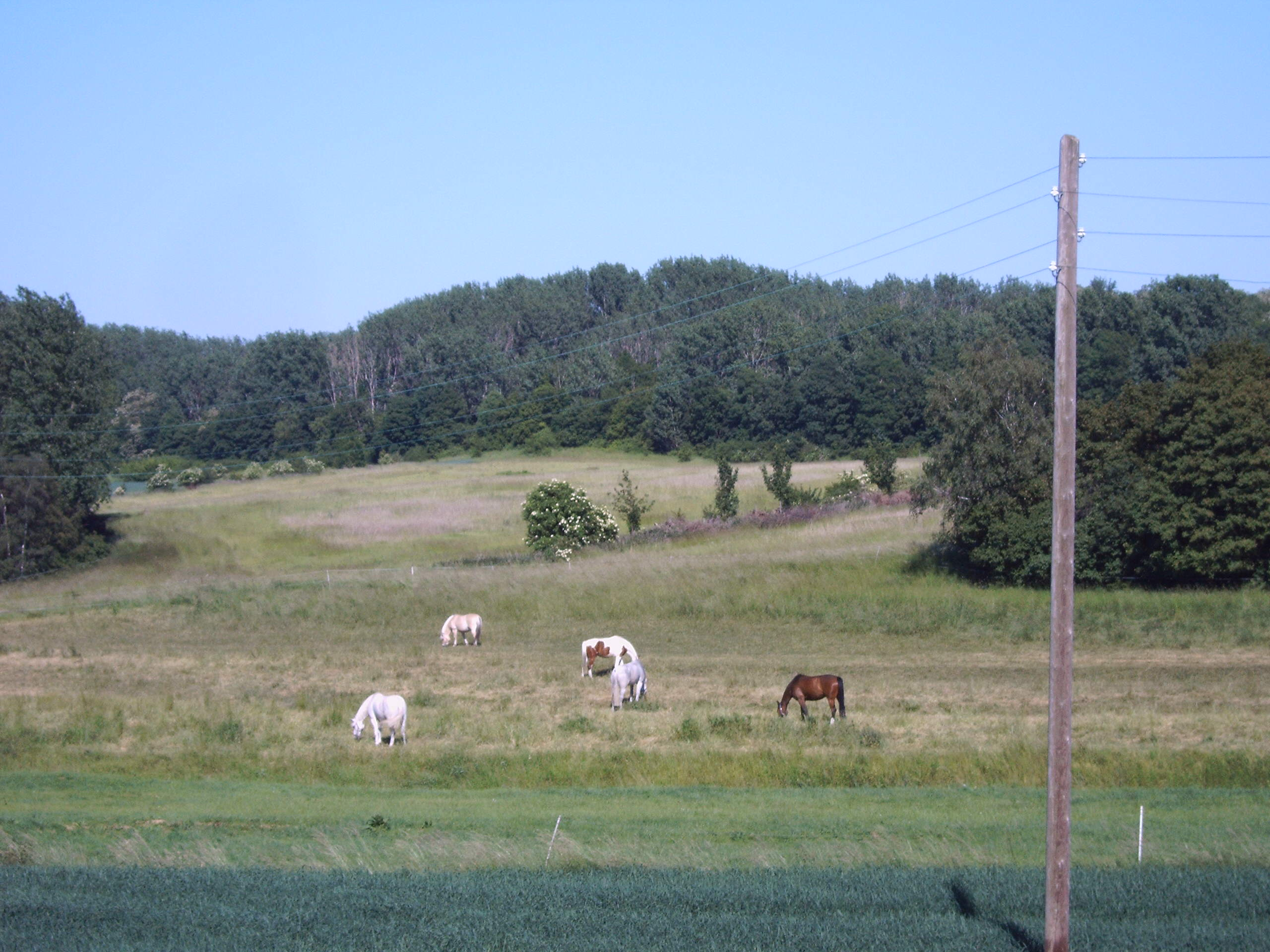
Sohlener Berge – Blick aus Richtung Beyendorf

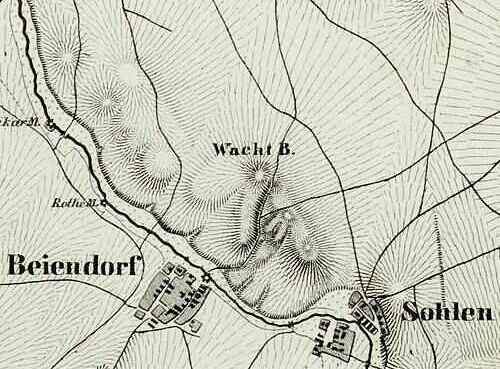
Die Sohlener Berge auf einer Karte aus dem Jahr 1841. Eine Erhebung wird auf der Karte als Wacht Berg bezeichnet.

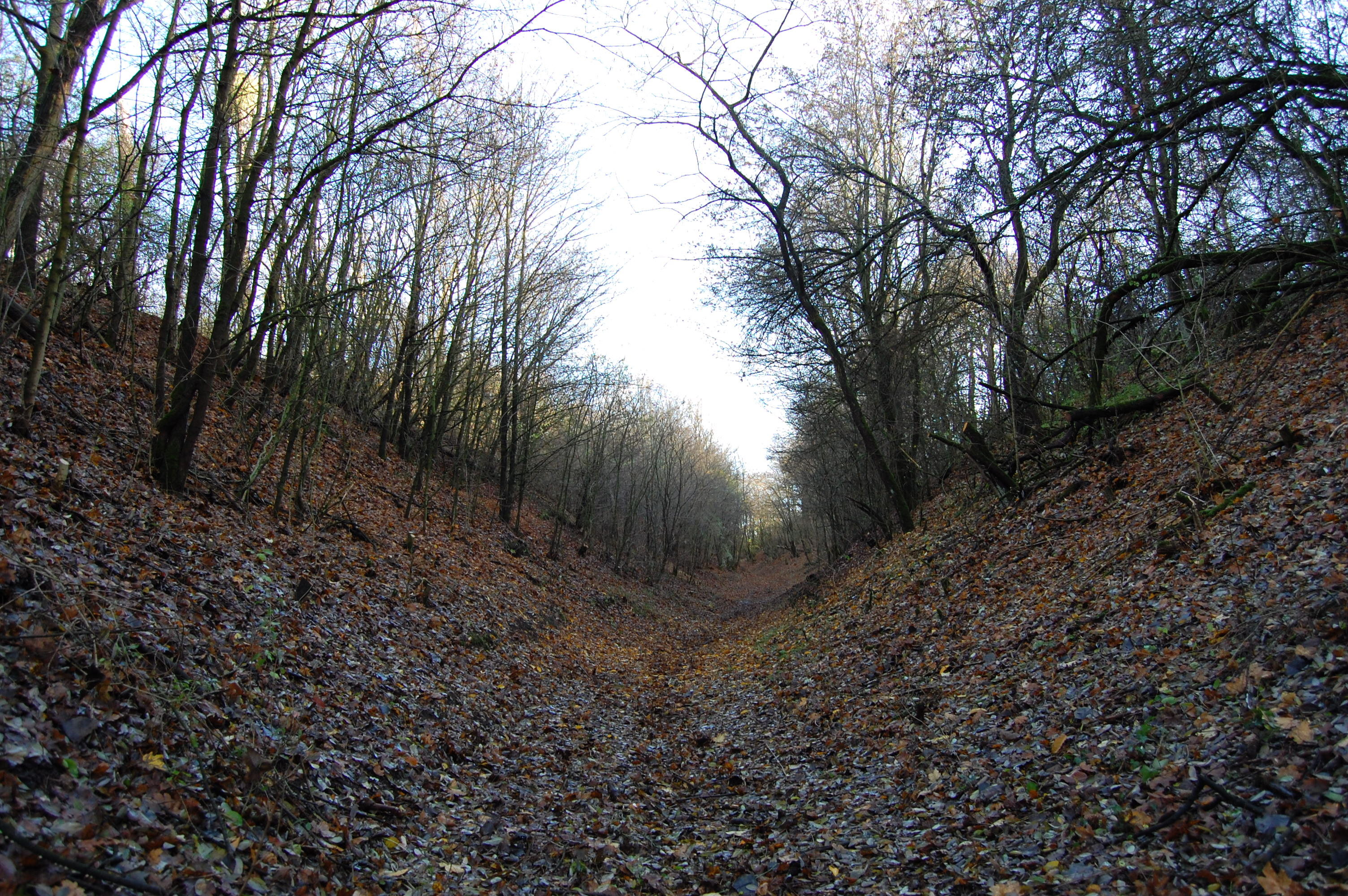
Hohlweg, Herbst 2010

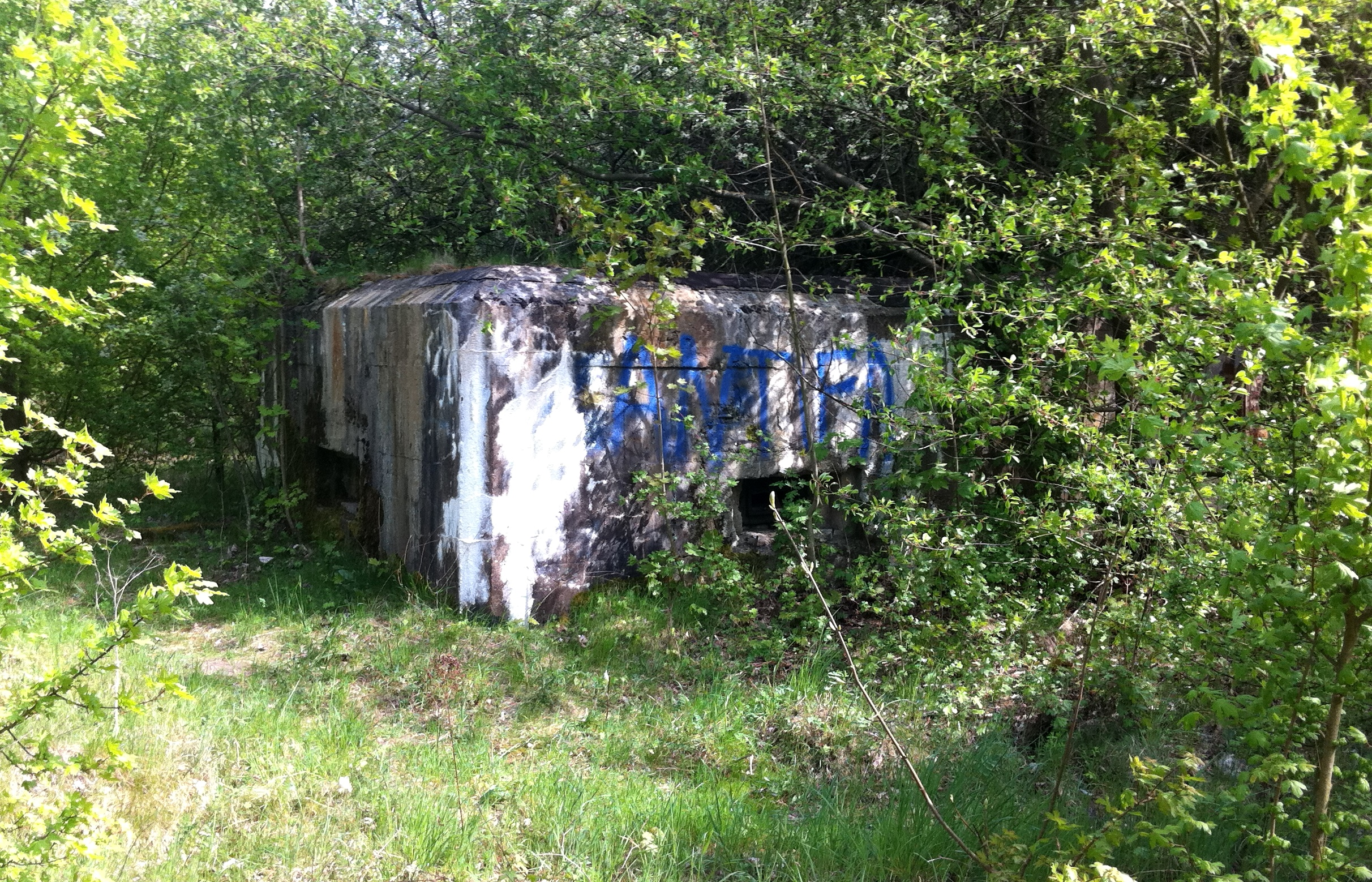
Bunker auf den Sohlener Bergen

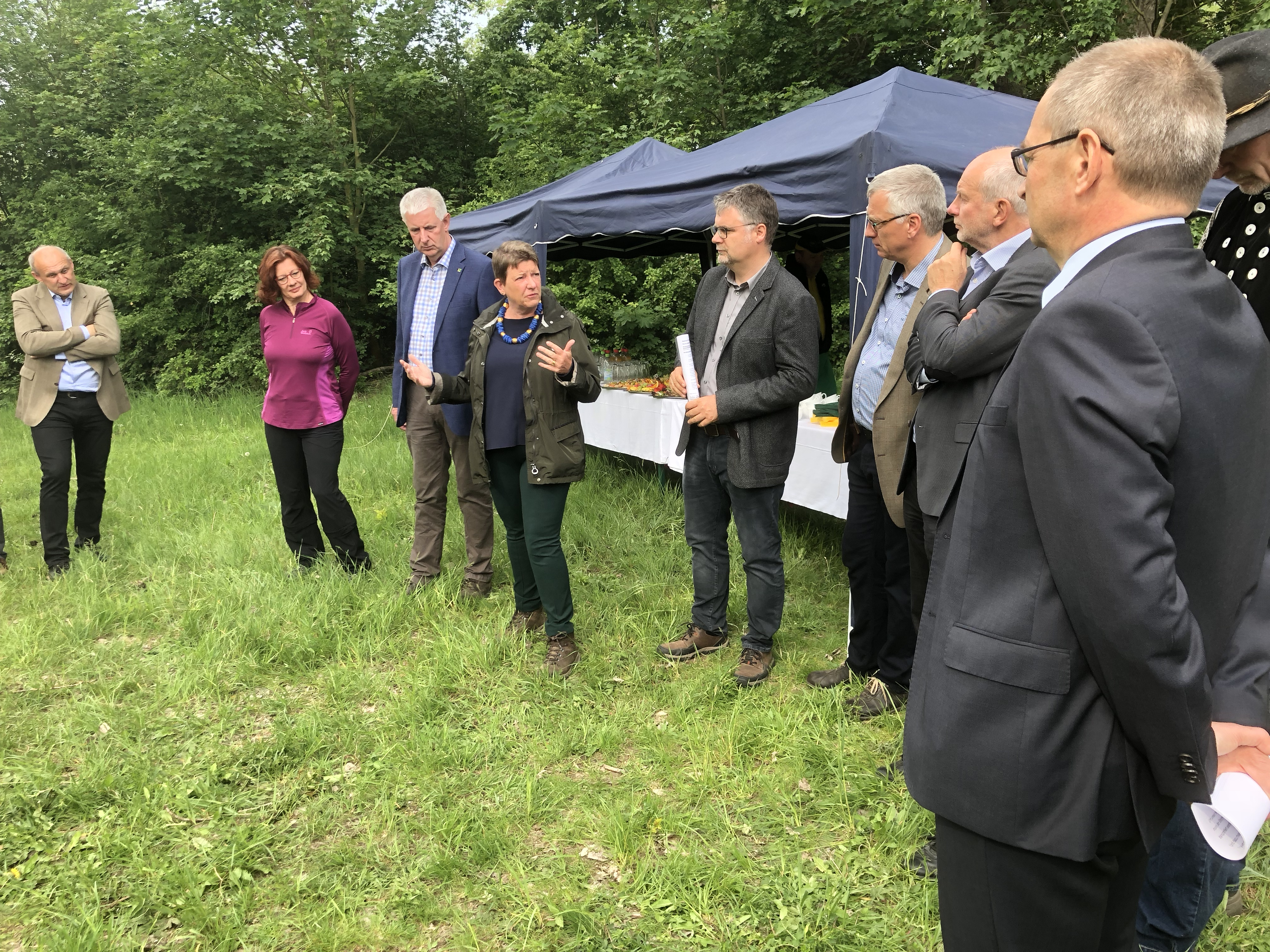
Eröffnung des Umweltprojekts mit der Ministerin Claudia Dalbert, 2019

Die Sohlener Berge sind eine Hügelkette im Süden der Stadt Magdeburg. Sie sind während der Saale-Kaltzeit durch eine Endmoräne entstanden.

## Lage und Geschichte
Sie liegen zwischen dem westlich und südlich liegenden Magdeburger Stadtteil Beyendorf-Sohlen und dem im Osten befindlichen Stadtteil Westerhüsen und gehören größtenteils zum Gebiet des nordöstlich gelegenen Stadtteils Salbke. Sie erheben sich bis auf eine Höhe von 97,8 Meter über Normalnull. Westlich am Fuße der Sohlener Berge verläuft die Sülze. Die Nord-Süd-Ausdehnung beträgt ungefähr zwei, die West-Ost-Ausdehnung etwa einen Kilometer. Südlich der Sohlener Berge, von diesen durch ein Tal getrennt befindet sich der 89 Meter hohe Große Riesenberg. Nördlich des Großen Riesenbergs wird das Gebiet von einem alten Hohlweg durchzogen, der von Beyendorf im Westen in Richtung Südosten verläuft. Es gibt Vermutungen, dass der Hohlweg mit dem Transport von an der Sülze gewonnenem Salz in Richtung Elbe in Zusammenhang steht. An der Elbe im Gebiet der Wüstung Pötritz bestand über lange Zeiträume ein Umschlagplatz für Salz.
Während des Zweiten Weltkriegs befand sich auf dem Großen Riesenberg zumindest von 1941 bis 1945 die Schwere Reserve-Batterie Flakabteilung 629, die auch als Flak Sohlener Berg bezeichnet wurde. Nachdem US-amerikanische Einheiten am 11. April 1945 bis zum nördlich der Sohlener Berge gelegenen Flugplatz Magdeburg vorgestoßen waren und am 12. April das Elbufer erreichten, richteten diese auf dem Höhenzug Artillerie-Batterien ein. Von hier aus wurden zumindest am 15. und 16. April die noch von deutschen Truppen gehaltenen Stadtteile Magdeburgs beschossen.
Am 23. August 1975 fanden die Wettkämpfe des 6. Internationalen Motorradmehrkampfes, ausgehend vom Sportplatz Tonschacht in Westerhüsen, in den Sohlener Bergen statt. Bei Anwesenheit der sachsen-anhaltischen Umwelt- und Landwirtschaftsministerin Claudia Dalbert (Bündnis 90/Die Grünen) wurde am 20. Mai 2019 ein Umweltprojekt in den Sohlener Bergen begonnen, das unter anderem auch die Wiederaufnahme der Schafbeweidung in Teilen des Gebiets vorsieht.

## Flora und Fauna
Der zum Teil bewaldete Höhenzug ist auch Heimat von Pflanzenarten wie dem Acker-Rittersporn (Consolida regalis) und der Dornigen Hauhechel (Ononis spinosa). Darüber hinaus wird jedoch auch das Vorkommen pontischer, also eigentlich eher im Gebiet des Schwarzen Meers beheimateter Pflanzen beschrieben.
In den 1850er Jahren besuchte der Botaniker Paul Ascherson die Sohlener Berge. Die von ihm und seinen Mitarbeiter gemachten botanischen Funde veröffentlichte er 1864 in einem Werk über die Flora um Magdeburg. Dabei wurde zwischen Beiendorfer Bergen und Sohlschen Bergen unterschieden. In den Beiendorfer Bergen fanden sich Einjähriger Ziest, Kuhkraut, Sand-Fingerkraut, Steppenfenchel, Venuskamm und Wiesensalbei. Für die Sohlschen Berge wurden angegeben: Acker-Schwarzkümmel, Aufrechter Ziest, Ausdauernder Rapsdotter, Blaugrünes Labkraut, Echter Wundklee, Fieder-Zwenke, Gewöhnliches Katzenpfötchen, Golddistel, Großblütige Braunelle, Hügel-Meier, Kali-Salzkraut, Klebrige Miere, Kleines Knabenkraut, Kletten-Igelsame, Knolliges Rispengras, Möhrenförmige Haftdolde, Ohrlöffel-Leimkraut, Quendel-Seide, Sichelblättriges Hasenohr und Skabiosen-Flockenblume.
An Libellenarten wurde in den Sohlener Bergen das Vorkommen der Blaugrünen Mosaikjungfer und der Blutroten Heidelibelle festgestellt.